# Kim Simmonds
Kim Simmonds (Newbridge, Caerphilly,  6 de diciembre de 1947-13 de diciembre de 2022) fue un guitarrista galés, radicado en Nueva York conocido por ser el líder, fundador de la banda inglesa de blues rock Savoy Brown.

## Carrera
Considerado uno de los músicos más influyentes en el blues de Gran Bretaña, Simmonds comenzó a tocar profesionalmente en 1966 en Londres, Inglaterra.
Cuando aún era un joven adolescente aprendió a tocar mientras escuchaba diferentes registros de blues de su hermano.
Como líder de Savoy Brown, tiene 49 álbumes lanzados y muchas versiones disponibles actualmente.
En 1997, Simmonds lanzó su primer álbum acústico como solista, titulado Solitaire , actualmente su último trabajo como solista es "Jazzin ´on the blues"  (2011)
Sigue gira en todo el mundo con Savoy Brown y actúa también en otros acústicos como solista.
En 2011 celebrará 45 años de gira con un nuevo álbum de Savoy Brown llamado "Voodoo Moon".
Simmonds es también pintor y la portada de su álbum en solitario de 2008 Out of the Blue es otra de sus obras originales.

## Discografía

### Solitario
- Solitaire (1997)
- Blues Like Midnight (2000)
- Struck by Lightning (2006)
- Out of the Blue (2008)
- Jazzin´on the blues (2015)

## Instrumentos

### Guitarras
- Gibson Les Paul
- Gibson Flying V
- Gibson ES-335